# Церковь Троицы Живоначальной в Наташине
Церковь Троицы Живоначальной в Наташине (Наташинская церковь) — приходской православный храм в городе Люберцы Московской области. Относится к Люберецкому благочинию Подольской епархии Русской православной церкви

## История
Идея постройки в посёлке Наташино (ныне вошедшем в черту города Люберцы) собственной деревянной церкви относится к началу 1911 года. Летом 1911 года жители посёлка Наташино создали комиссию по сооружению церкви и начали сбор средств на её построение. Всего было собрано пожертвований на сумму в 6000 рублей. Проект церкви был разработан архитектором Михаилом Бугровским. В 1913 году церковь была освящена священномучеником митрополитом Московским и Коломенским Владимиром во имя Живоначальной Троицы. В советское время церковь не закрывалась, а в 1930-е осталась почти единственной действующей в своём округе. В 1977 году из-за удара молнии в церкви произошёл пожар, но церковь быстро отстроили. Когда церковь восстанавливали после пожара, заменили сгоревший купол на новый, который украсили золотыми звёздами на синем фоне. Местные жители церковь Троицы Живоначальной называют «Наташинская церковь».

## Настоятели
- священник Александр Сахаров (с 1913 года)
- священник Михаил Зёрнов (1944—1945)
- священник Константин Голубев (1950—1964)
- священник Петр Трубин
- протоиерей Иоанн Прускалёв
- протоиерей Александр Ганаба (1988—1990)
- протоиерей Владимир Гамарис (1990—2002)
- иеромонах Димитрий (Новосельцев) (2002—2004)[2]
- протоиерей Петр Иванов (с 2004 года)[2]

## Духовенство
- Протоиерей Петр Иванов
- Протоиерей Олег Матвейченко
- Священник Вячеслав Зуев
- Священник Михаил Борисов
- Священник Никита Кутьенков

## Устройство
Церковь имеет крестильный храм в честь Новомучеников Российских и три престола:
- в честь Пресвятой Троицы — главный,
- в честь святителя Николая — придельный,
- в честь Новомучеников Российских.

## Современная жизнь
В церкви проведены реставрационные работы. Работает церковно-приходская школа для детей и взрослых. Богослужения совершаются ежедневно утром и вечером. В штате состоят 6 священнослужителей.